# Chela (genre)
Pour le mot sanskrit, voir Chela.
Genre

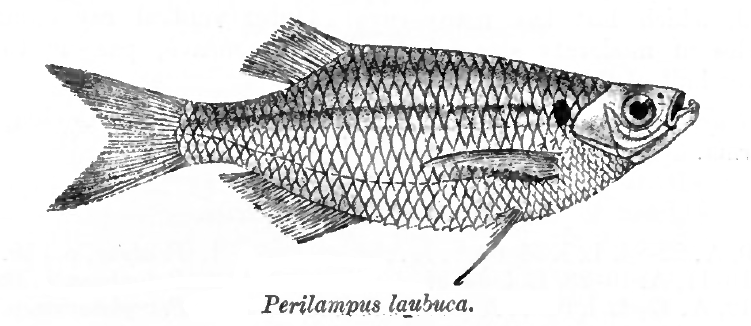
Chela

Chela est un genre de poissons téléostéens de la famille des Cyprinidae et de l'ordre des Cypriniformes. Chela est un genre de poissons étroitement lié au genre Laubuka.

## Liste des espèces
Selon FishBase (26 août 2015) et Knight, J.D.M. & Rema Devi, K. (2014):
- Chela atpar (F. Hamilton, 1822)[2]
- Chela cachius (Hamilton, 1822)
- Chela khujairokensis Arunkumar, 2000
- Chela macrolepis Knight & Rema Devi, 2014[2]